# Скандинавські прибережні хвойні ліси
Скандинавські прибережні хвойні ліси (СПХЛ) або норвезькі прибережні хвойні ліси — палеарктичний екорегіон, біом хвойних лісів помірної зони, що розташовані вздовж узбережжя Норвегії.
Серед СПХЛ є низка невеликих територій з ботанічними особливостями та місцевим кліматом, що відповідає дощовим лісам помірної зони.

## Розташування та опис
Скандинавські прибережні хвойні ліси — наземний екорегіон, як визначено WWF

National Geographic.

Широке визначення базується на кліматичних параметрах і охоплює довгу смугу
вздовж західного узбережжя Норвегії від Ліннеснесу на північний схід до приблизно Сенья
(північніше літо занадто прохолодне, щоб сосна зростала у прибережних районах);
це райони уздовж норвезького узбережжя, де велика кількість опадів, а зима досить м'яка.
До СПХЛ відносять ділянки, в яких відсутні природні хвойні ліси (як на Лофотені, де сосновий ліс був розчищений людиною багато століть тому), а також навіть острови та скелясті миси, де майже немає лісу.
Вище є екорегіон березові ліси та луки Скандинавських гір.
Місцями уздовж долин цей екорегіон поза гірських бар'єрів межує з тайгою — Скандинавська та Російська тайга.
Прикладами таких долин є долина Реума,
що з'єднує Ондалснес з Лешею та Домбосом,
і долина Намдален,
що з'єднує узбережжя Нур-Тренделаг із холодними внутрішніми райономи на кордоні зі Швецію

Екорегіон природно розкраяний фіордами та горами.
У соснових лісах на півночі є одні з найдавніших дерев Скандинавії, яким понад 700 років у долині Форфіорд, Гіннея.

## Вологий океанічний клімат

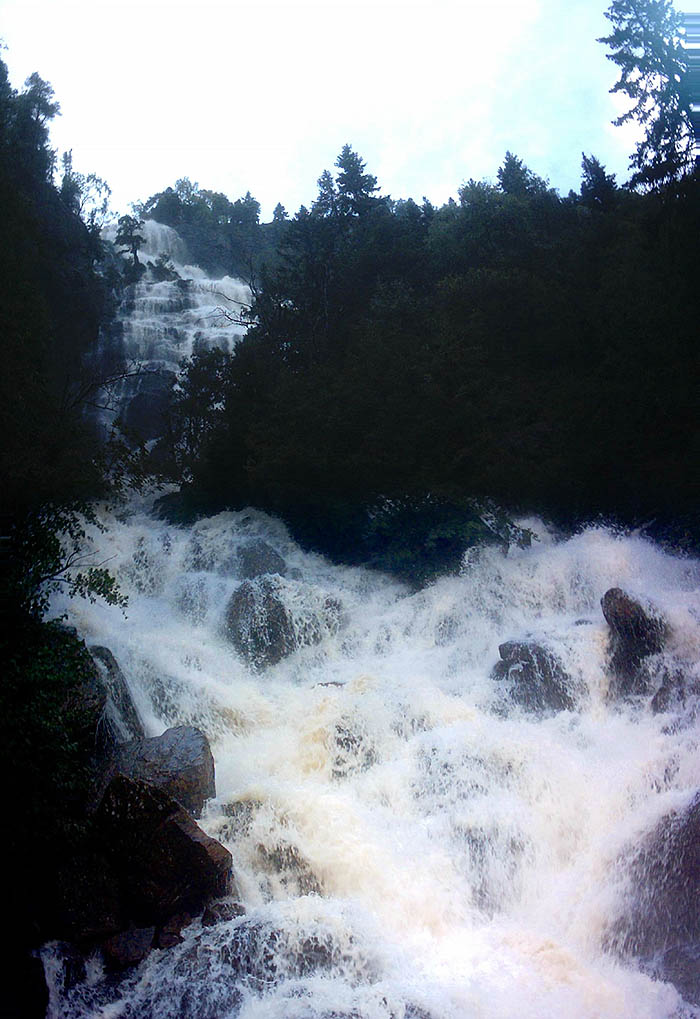
Зимовий дощ: надзвичайно сильний дощ наприкінці січня та на початку лютого 2006 року спричинив місцеві повені у деяких районах Фосен.

За для цієї широти територія має довгий вегетаційний період (140—215 діб, найдовший на півдні) з рясними та постійними опадами протягом усього року, від 1200–3000 мм.
24 липня середні температури, як правило, коливаються в межах 12–15 ° C, а денні максимуми 14–20 ° C (найтепліші дні в захищених районах фіорду).
Зими досить помірні та дощові, середнє значення січня коливається від -3 ° до 2 ° C.
Середньорічна температура становить близько 7 ° C на південно-західному узбережжі (Берген 7,6 ° C, Стрюн 6,4),
5,5 ° C на узбережжі Тренделагу/центральної Норвегії (О'фіорд 5,7 ° C) та 4 ° C у найпівнічнішій частині цього екорегіону (Боде 4,5 ° C, Грюллефіорд/Сенья 3,6 ° C).
Цей тип клімату відповідає типу Кеппена Cfb і Cfc і порівнянний із кліматом уздовж узбережжя півночі Британської Колумбії та Аляски-Панхендл

На анклавних територіях, класифікованих як дощовий ліс, є принаймні 200 днів/рік із вимірюваними опадами.
Мінімальна середньорічна кількість опадів, подана у джерелах, дещо коливається, але, як правило, становить близько 1400 мм, тоді як типове значення в цих місцях становить 1500—2200 мм на рік.
Літо м'яке; теплі дні зазвичай недовгі, та спека практично невідома або дуже короткотривала.
Зима, як правило, м'яка і дощова, іноді зі значним снігопадом, але сніг зазвичай тане регулярно протягом зими.

## Підрегіони та види

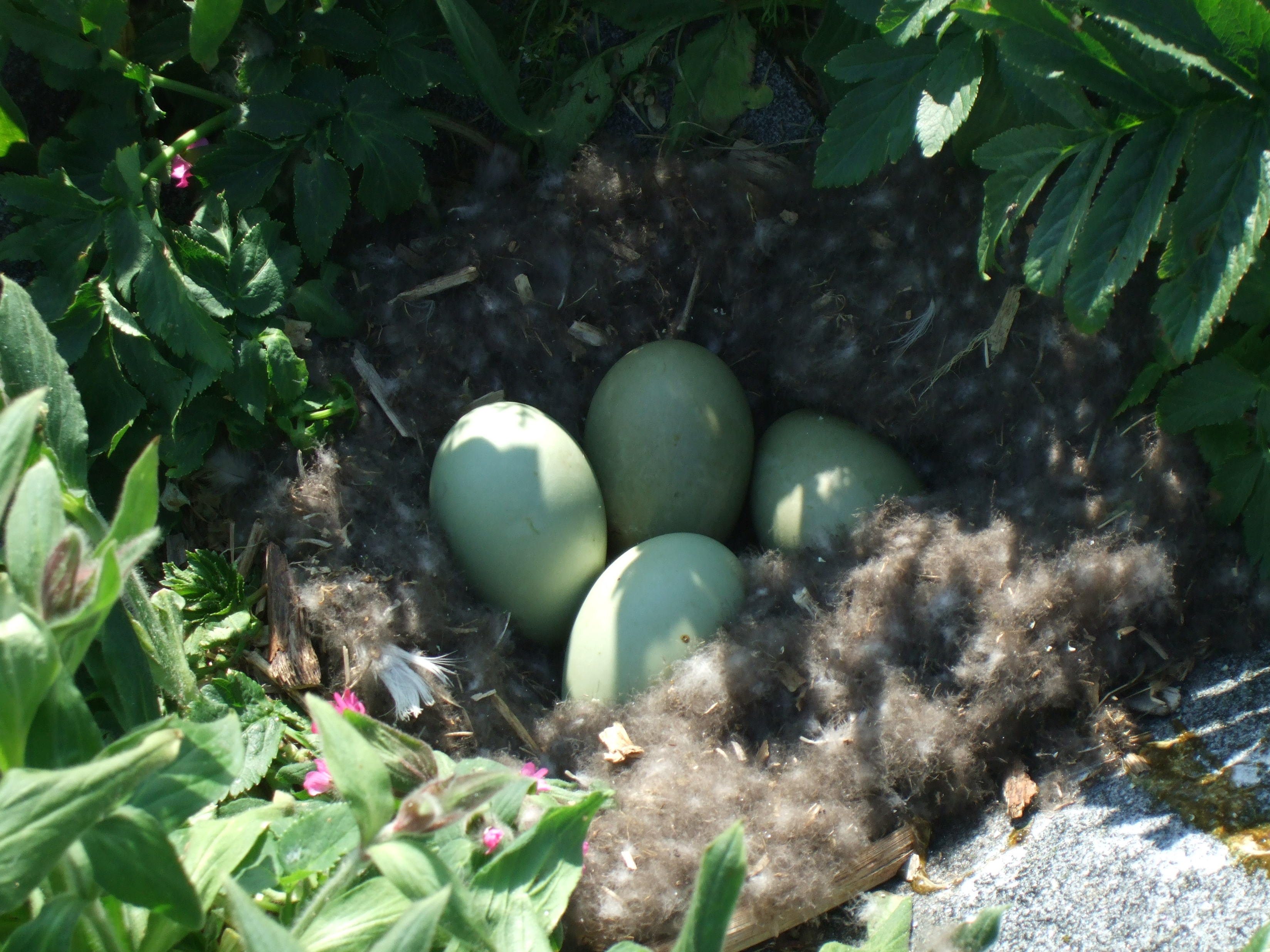
гніздо Somateria mollissima

Відсутність смереки на північ від полярного кола (Салтф'єллет) та вздовж південно-західного узбережжя обумовлена головним чином перешкодами, такими як фіорди та гірські хребти, а посаджена ялина росте добре на північ від полярного кола, файний кшталт — Тромсе.
Південна межа ареалу Picea abies в Норвегії обмежена горами та фіордами, а біля південно-західного узбережжя — через занадто м'яку зиму.
Уздовж південно-західного узбережжя та фіордів (Вестланн) є помірний мішаний ліс із Pinus sylvestris,
Taxus baccata, betula pendula, Ulmus glabra, Tilia cordata, Quercus robur, Populus tremula, Corylus avellana) у низинах та більш типовий бореальний ліс на більшій висоті.
Тут найбагатші флористичні райони, навіть якщо він менш різноманітні, ніж район Осло-фіорду через міграційні бар'єри що, вважають гемібореальним

і може розглядатися як частина екорегіону сарматських мішаних лісів PA0436
або північноатлантичних вологих мішаних лісів PA0429.
Деякі з найвологіших районів у цьому регіоні, де річна кількість опадів може перевищувати 1500 мм і навіть 2500 мм, іноді вважають геміборельними вологими лісами.

## Інтродуковані види

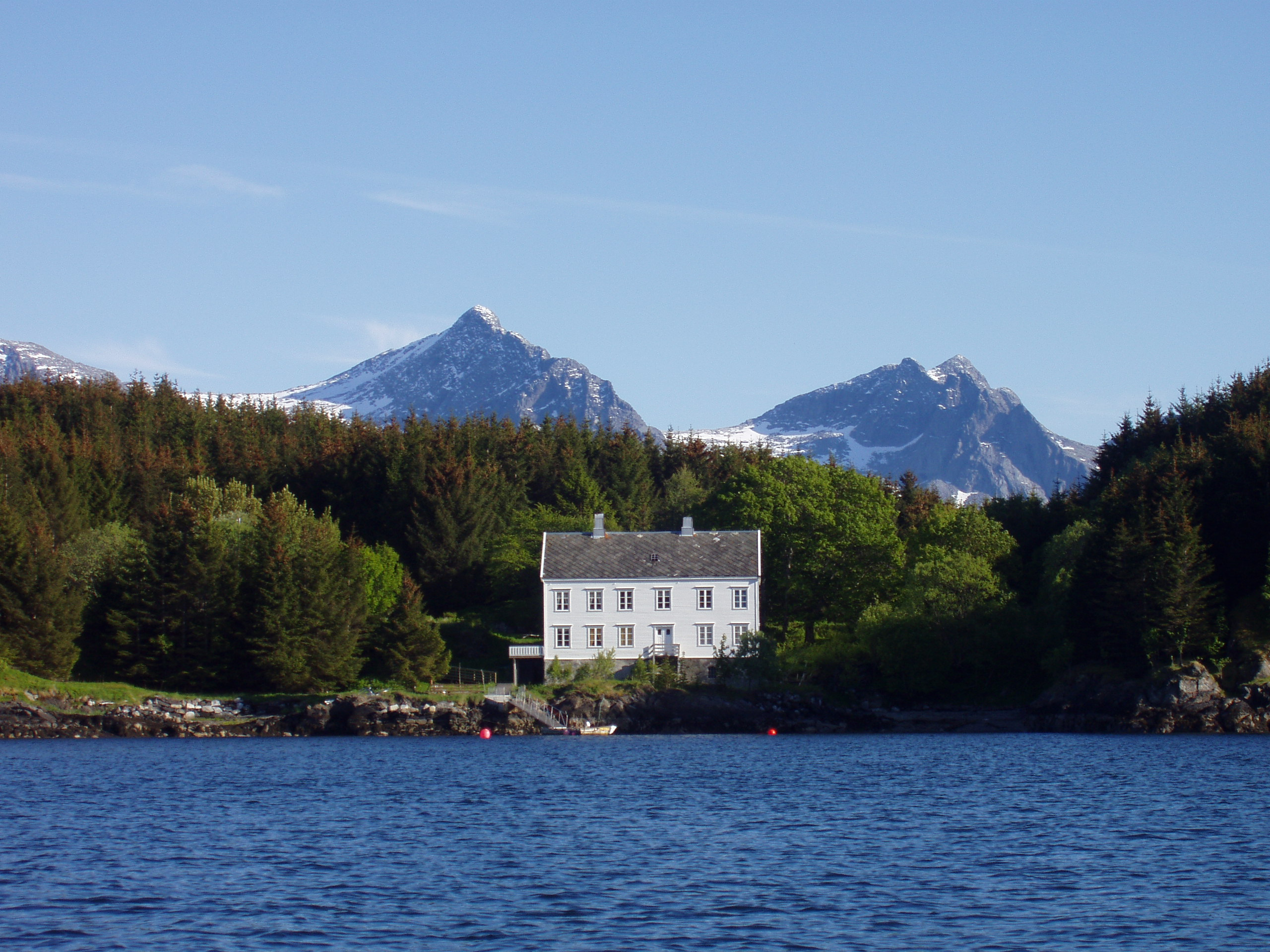
Людська діяльність, хоча і слабша, ніж на південь, змінила значну частину екорегіону. Старий торговий центр і корчма Lovøygården в оточенні інтродукованої Picea sitchensis, Денна

Інтродуковані види включають Picea abies,
яка була висаджена з економічних міркувань у районах за межами природного ареалу як на південно-західному узбережжі, так і у найпівнічнішій частині екорегіону.
Picea sitchensis також широко висаджується, особливо біля узбережжя, навіть на північ від Вестероленну та Гарстаду.
Acer pseudoplatanus був інтродуковано у приватні сади та церковні подвір'я понад 150 років тому і
широко поширився уздовж південно-західного узбережжя, вздовж центрального узбережжя (Тренделаг) і, значно меншою мірою, на північ від Вестероленна.

Існує безліч дрібніших інтродукованих рослин, таких як rosa rugosa.

## Бореальний дощовий ліс
На терені СПХЛ знаходиться менші анклавні території, класифіковані як бореальний дощовий ліс на основі ботанічних критеріїв.
Значна частина первинних лісів була знищена, але загалом 250 лісистих ділянок, більшість з яких не дуже великі, були класифіковані як бореальні дощові ліси.
Вони розташовані від 63°20'N у Сніллфіорді, фюльке Сер-Тренделаг та північ уздовж узбережжя до 66°N у Рані, фюльке Нордланд, але обмежені районами із високою вологістю;
часто без сонця більшу частину дня.
А також деякі внутрішні райони у вологих місцях, часто біля водоспадів.
Це основна зона в Європі для бореальних дощових лісів.
Прибережний ліс зустрічається здебільшого на висотах до 200 м.

### Ботанічні критерії бореального дощового лісу

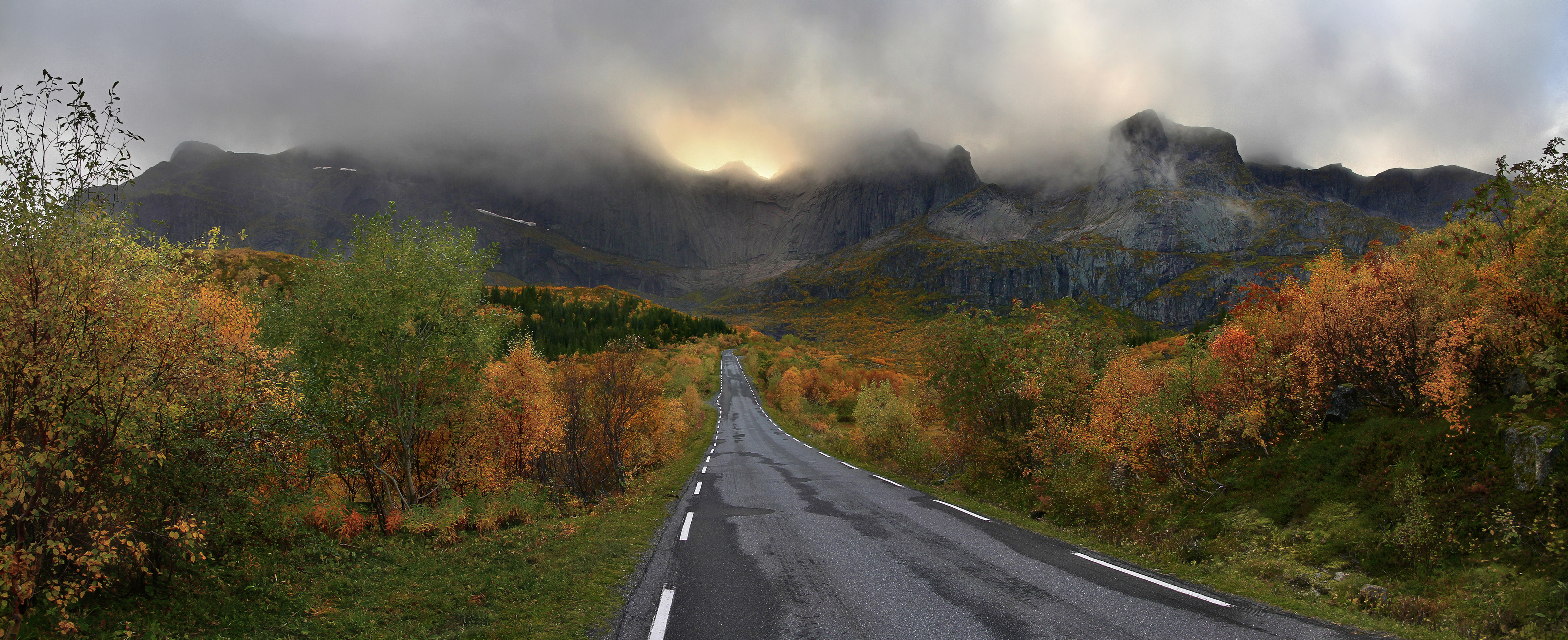
Флакстадея, Лофотенські острови, наприкінці вересня

Через тривалу історію людської діяльності із землеробством та нещодавнім управлінням лісовим господарством, від первинного лісу залишились лише фрагменти.
Бореальні дощові ліси складаються здебільшого з ялини звичайної (Picea abies), з домішкою листяних дерев.
Ялівець звичайний (Juniperus communis) також поширений.
Багатий підлісок мохів і папоротей.
Проте найпомітнішим є різноманітність лишайників, деякі з яких є ендемічними для цього лісу або мають єдине місце розташування в Європі тут
(їх часто зустрічають на північно-західному узбережжі Північної Америки).
Приблизно 15 найрідкісніших або типових видів лишайників отримали назву Trøndelagselementet (названа на честь регіону Треннелаг).
Pseudocyphella crocata, Pannaria ahlneri, Erioderma padicellatum та Lobaria halli є прикладами лишайників.

Понад 60 ендемічних видів лишайників та моху можна знайти в цьому районі.

Є два підтипи цього дощового лісу; тип Намдален та тип Бреннея/Фосена.
Серед широколистяних дерев варто відзначити Betula pendula, Betula pubescens, Sorbus aucuparia, Populus tremula, Salix caprea та Alnus incana.
Рідкіснішими видами є Ulmus glabra, Corylus avellana та Alnus glutinosa (остання зустрічається лише на півдні області).

## Фауна

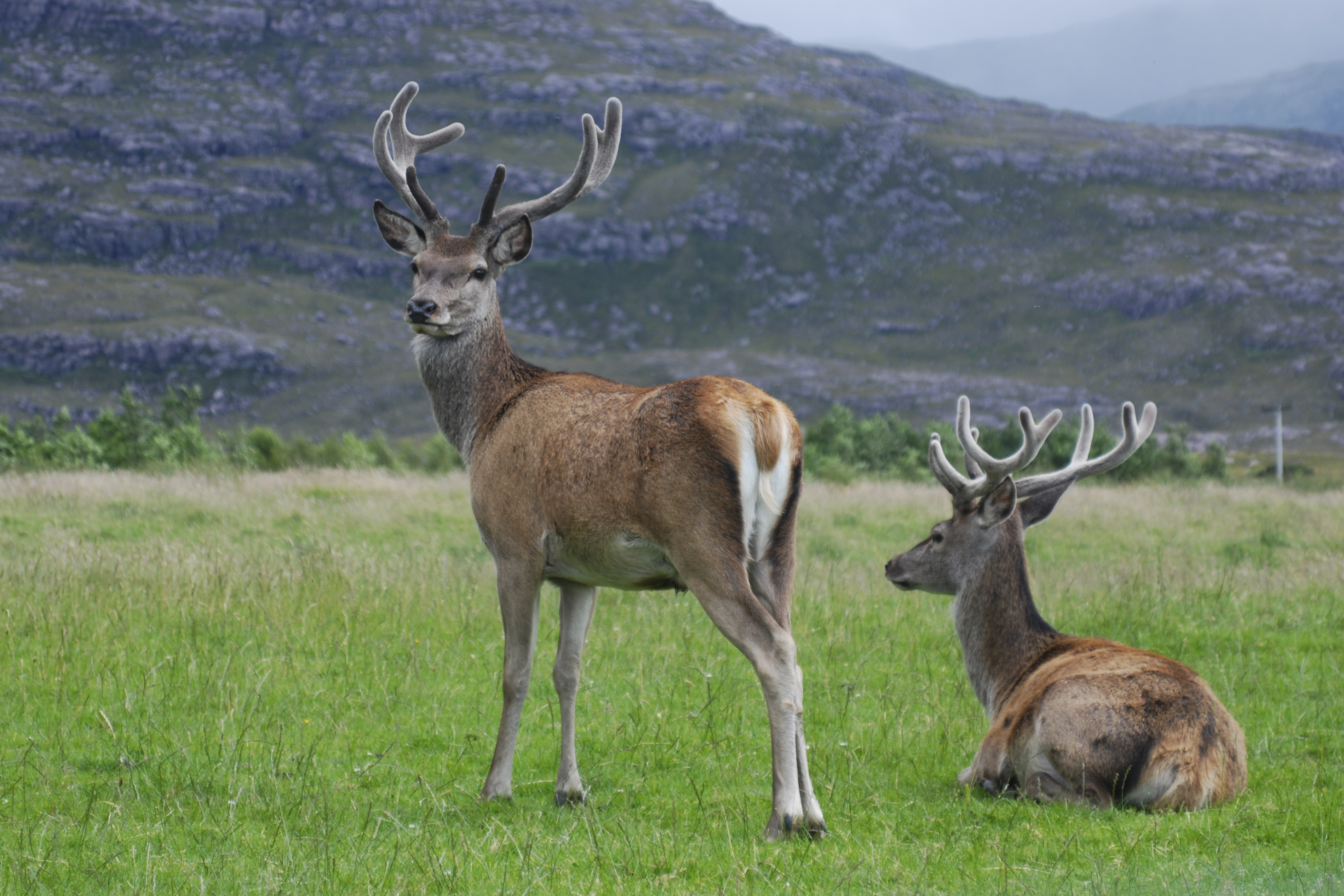
В останні десятиліття благородний олень мігрував далі на північ уздовж узбережжя, а також углиб країни.

У цьому екорегіоні є велика кількість видів мігруючих птахів, а також ті, що залишаються цілорічно.
Рослиноїдними тваринами є лось і благородний олень (останні лише на південь від Полярного кола), а також Capreolus capreolus.
Rangifer tarandus іноді можуть спускатися на узбережжя на північ від Тронгеймс-фіорда, але вони, як правило, залишаються на високогір'ї поза цим екорегіоном.
Хижаків мало, оскільки на них людина полювала століттями, винищуючи бурого ведмедя та сірого вовка у прибережній зоні. У деяких районах вони зустрічаються далі углиб країни в тайговому екорегіоні, і в рідкісних випадках можуть наблизитися до узбережжя.
Vulpes vulpes та Haliaeetus albicilla — звичайні хижаки у цьому районі, останні дуже поширені після десятиліть захисту.
Також є рись, переважно на півночі.
Зайці, видри поширені, і навіть європейських бобрів можна зустріти, хоча і рідше.
Є також деякі земноводні, включаючи Rana temporaria та Lissotriton vulgaris;
Vipera berus зустрічаються на південь від Полярного кола.